# クララ・ブライアント
クララ・ブライアント（Clara Bryant,1985年2月7日- ）はアメリカ合衆国出身の女優。
1985年2月7日にカリフォルニア州のグレンデールで生まれる。3歳のときにオペラに出演。1990年からテレビ・映画に出演。
現在、バーナード大学に在籍中。

## 出演作
- スタートレック:ディープ・スペース・ナイン  Star Trek: Deep Space Nine ( 1993 )チャンドラー 役
- バフィー 〜恋する十字架〜Buffy the Vampire Slayer ( 2002 - 2003 ) モリー役
- NUMBERS 天才数学者の事件ファイル Numb3rs (2006)